# Nymphalis grutzneri
Nymphalis grutzneri är en fjärilsart som beskrevs av Fischer. Nymphalis grutzneri ingår i släktet Nymphalis och familjen praktfjärilar. Inga underarter finns listade i Catalogue of Life.